# La visione del sabba
La visione del sabba è un film del 1988, diretto da Marco Bellocchio.

## Trama
Davide, giovane psichiatra, si reca in una cittadina dell'Italia centrale per eseguire una perizia, accompagnato dalla moglie Cristina. L'imputata Maddalena è accusata di aver ucciso un cacciatore che si stava masturbando davanti a lei. Maddalena, tuttavia, sostiene di essere una strega nata nel 1630 e di essere tornata in vita per vendicarsi di un torto subito. Col passare dei giorni, incalzato da sogni e visioni, Davide crede alle dicerie della megera e partecipa oniricamente a un sabba in cui si congiunge a lei in un amplesso.

## Produzione

### Cast
Fra gli interpreti secondari, compare la figlia di Roberto Rossellini, Raffaella, nella parte di una imputata. L'attrice, nel corso di una intervista, accusò Bellocchio di averla costretta a recitare una scena di nudo particolarmente violenta. Il regista, in seguito, ha affermato che tale sequenza era prevista sul copione e che, nel caso, sarebbe stato pronto a dimostrarlo in tribunale. Nel film, Raffaella Rossellini è anche responsabile delle coreografie.

### Riprese
La maggior parte delle scene sono state girate nella provincia di Grosseto. È possibile scorgere, durante la visione del film, alcuni monumenti e vie di Massa Marittima. Le riprese sono state effettuate nell'estate del 1987.

## Distribuzione

### Data di uscita
Il film uscì nelle sale cinematografiche il 26 febbraio 1988 con il divieto ai minori di 14 anni per contenuti erotici. Venne, in seguito, esportato in Europa, col titolo internazionale The Witches' Sabbath. 

### Edizioni home video
È presente sia in versione home video che nelle principali piattaforme di streaming. 

## Riconoscimenti
- Nastri d'argento
  - Nomination Miglior Scenografia a Giantito Burchiellaro